# 001 – Az első bevetés
A 001 – Az első bevetés (eredet cím: Stormbreaker) 2006-ban bemutatott brit–amerikai–német kémfilm Geoffrey Sax rendezésében. A forgatókönyvet az azonos című regényéből Anthony Horowitz írta. A főbb szerepekben Alex Pettyfer, Mickey Rourke és Ewan McGregor látható.
2020-ban az Alex Rider című sorozat formájában folytatták.

## Történet
Alex Rider (Alex Pettyfer) átlagos tinédzser. Bankigazgató nagybátyjával, Ian Riderrel (Ewan McGregor) él együtt, aki azonban váratlanul, rejtélyes körülmények között meghal. Alex rájön, hogy bácsikája valójában kém volt, akit az egyik leghírhedtebb bérgyilkos, Yassen Gregorovich (Damian Lewis) ölt meg. A fiú ráébred, hogy amíg ő látszólag csak a kedvelt hobbijait űzte, nagybátyja tudatosan a kémkedésre készítette fel, és az MI6 speciális hadműveleti csoportjának két tisztje, Mr. Blunt (Bill Nighy) és Mrs. Jones (Sophie Okonedo) minden lépését figyelte. Alex profi nyelvész, búvár, hegymászó, mesterlövész és harcművész lett – minden képessége megvan arra, hogy szuperkém legyen és néhány titkos fegyverrel felszerelkezve készen áll az első bevetésére.
Darrius Sayle (Mickey Rourke) milliárdos felajánlja, hogy minden angliai iskolának ingyenes szuperszámítógépet, egy Stormbreakert adományoz. Alexre vár a feladat, hogy kinyomozza a férfi valódi indítékait, álruhában behatol Sayle szigorúan őrzött rejtekhelyére, de fogságba esik. Sayle felfedi Alexnek, milyen halálos titkot rejtenek a számítógépek, majd egy óriási medúza elé veti a fiút. Alex azonban megmenekül, és Londonba siet, ahol a miniszterelnök éppen a Strombreaker-hálózat indítógombját készül megnyomni a hivatalos avatóünnepségen, amely aktiválja a halálos számítógépeket a brit iskolákban. Alex az utolsó pillanatban hatástalanítja a gyilkos hálózatot, és a házvezetőnője, Jack Starbright (Alicia Silverstone), valamint iskolai barátja, Sabina Pleasure (Sarah Bolger) segítségével üldözőbe veszi és ártalmatlanná teszi Sayle-t, ezután folytatja ügynöki pályáját.

## Szereplők
| Színész            | Szerep              | Magyar hang         |
| ------------------ | ------------------- | ------------------- |
| Alex Pettyfer      | Alex Rider          | Molnár Levente      |
| Mickey Rourke      | Darrius Sayle       | Barabás Kiss Zoltán |
| Alicia Silverstone | Jack Starbright     |                     |
| Bill Nighy         | Mr. Alan Blunt      | Uri István          |
| Sophie Okonedo     | Mrs. Tulip Jones    |                     |
| Damian Lewis       | Jasszen Gregorovics | Magyar Bálint       |
| Missi Pyle         | Nadia Vole          | Kerekes Andrea      |
| Stephen Fry        | Smithers            |                     |
| Sarah Bolger       | Sabina Pleasure     | Molnár Ilona        |
| Andy Serkis        | Mosoly úr           |                     |
| Ashley Walters     | Wolf                |                     |
| Ewan McGregor      | Ian Rider           |                     |
| Robbie Coltrane    | brit miniszterelnök | Bolla Róbert        |
| Jimmy Carr         | John Crawford       |                     |

## Magyarul olvasható
- Az első bevetés; ford. Tóth Tamás Boldizsár; Animus, Bp., 2004 (Tini krimik)